# Thalerastria erythra
Thalerastria erythra är en fjärilsart som beskrevs av Edward P. Wiltshire 1948. Thalerastria erythra ingår i släktet Thalerastria och familjen nattflyn. Inga underarter finns listade i Catalogue of Life.